# Hoteles Yamato
Los Hoteles Yamato (en japonés: ヤマトホテル, en chino: 大和旅馆) eran una cadena hotelera en Manchuria propiedad y operada por el Ferrocarril del Sur de Manchuria durante el período comprendido entre la década de 1910 y la de 1940. Algunos de estos hoteles todavía existen en el noreste de China, utilizados como hoteles art nouveau con diferentes nombres.

## Antecedentes
Durante el tiempo de las operaciones del Ferrocarril del Sur de Manchuria en varias ciudades de Manchuria entre 1907 y 1945, el Ferrocarril del Sur de Manchuria participó en la gestión de una serie de cadenas hoteleras de alto nivel. El departamento de transporte del Ferrocarril del Sur de Manchuria era responsable de los hoteles de clase alta dentro de su jurisdicción, que estaban pensados como un lugar para que los hombres se hospedaran durante las épocas de actividad militar. Se construyeron varios hoteles Yamato, incluidos los siguientes:
- Dairen: Inaugurado el 1 de agosto de 1914, ahora se utiliza como el hotel Dalian (chino: 大连宾馆). El hotel favorito de Bo Xilai mientras estaba en Dalian.
- Hosigaura (Hoshigaura): complejo hotelero en los suburbios de Dairen.
- Ryojun (Port Arthur): Inaugurado el 21 de marzo de 1908 por los rusos, cuando la ciudad era conocida como Port Arthur. Hoy utilizado por el Ejército Popular de Liberación, no abierto a extranjeros.
- Mukden: Inaugurado en 1910, el edificio actual fue construido en 1929, utilizado ahora como el Hotel Liaoning (en chino: 辽宁宾馆). Mao Zedong, Deng Xiaoping y otros dignatarios políticos solían hospedarse allí.
- Mutanchiang: Inaugurado en 1939.
- Hsinking (Changchun): Construido en 1910, ahora se utiliza como el antiguo edificio del Hotel Chunyi (en chino: 春谊宾馆).
- Harbin: construido originalmente por los rusos en 1905, reconstruido por los japoneses en 1935, ahora se utiliza como el hotel Longmen Dasha VIP (en chino: 龙门大厦 贵宾楼).

## Galería

Yamato Hotels
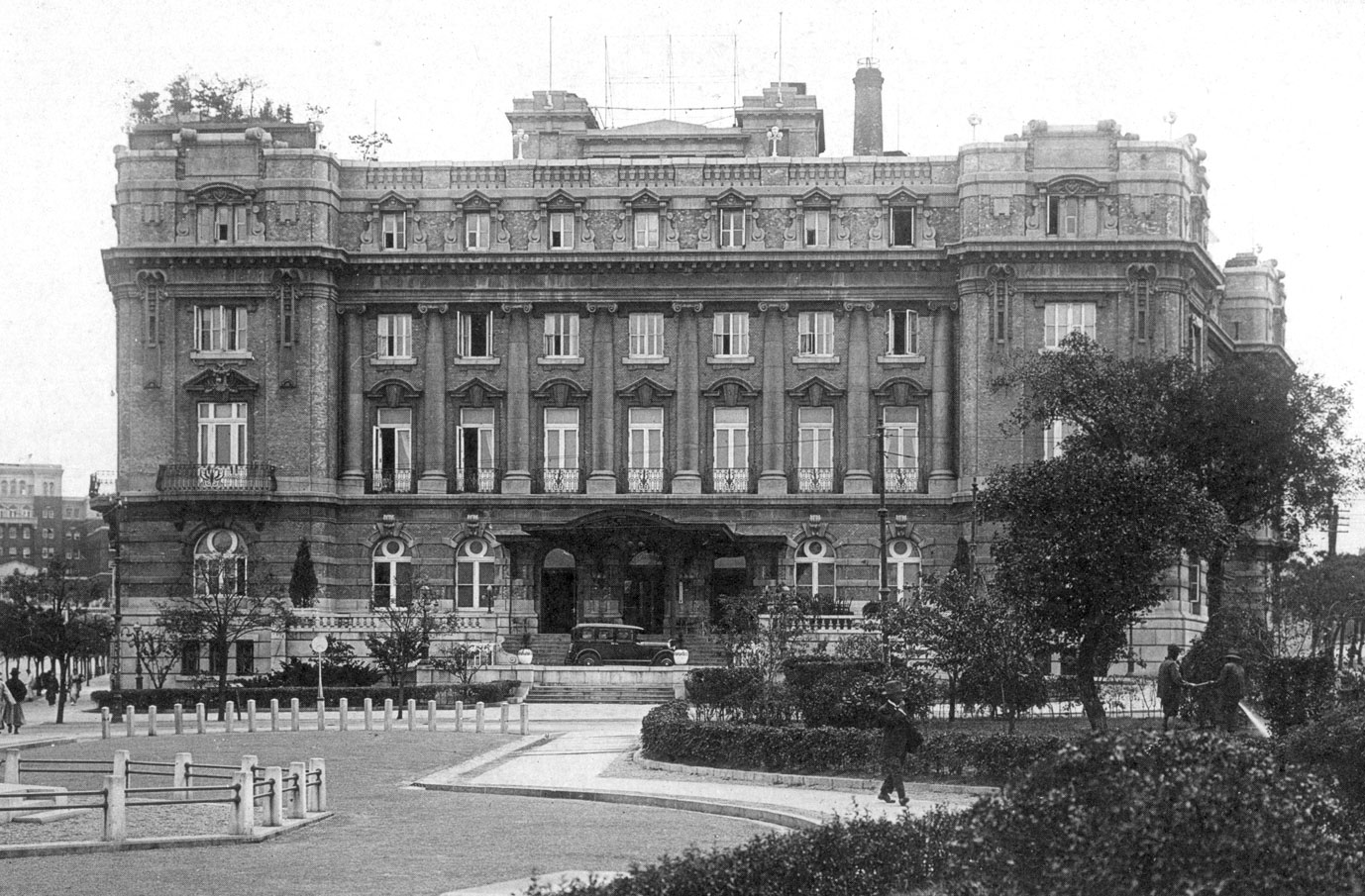
Hotel Yamato en Dairen
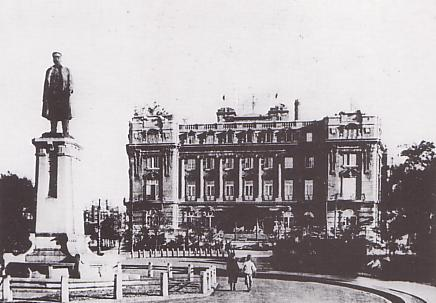
Hotel Yamato en Dairen
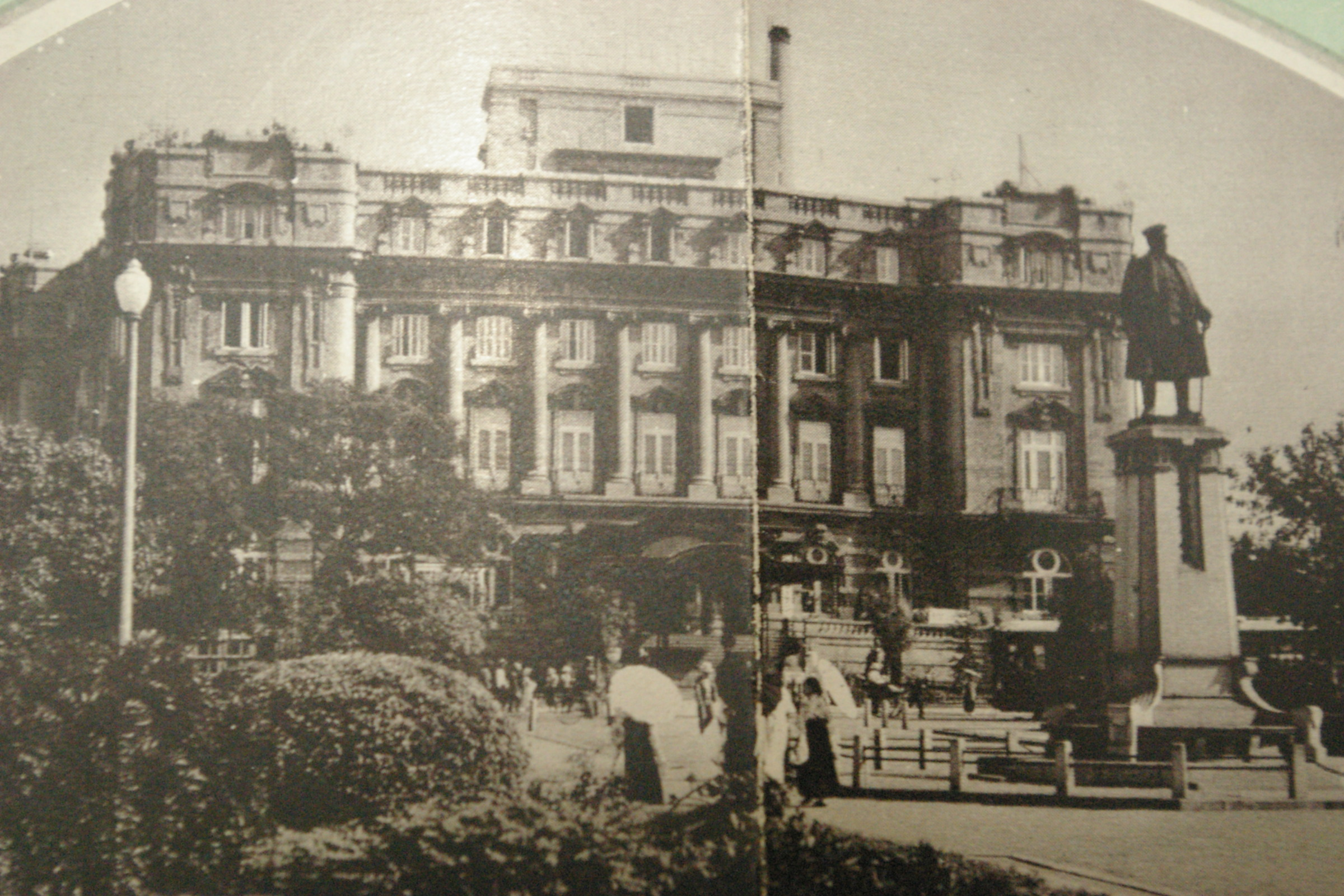
Hotel Yamato en Dairen
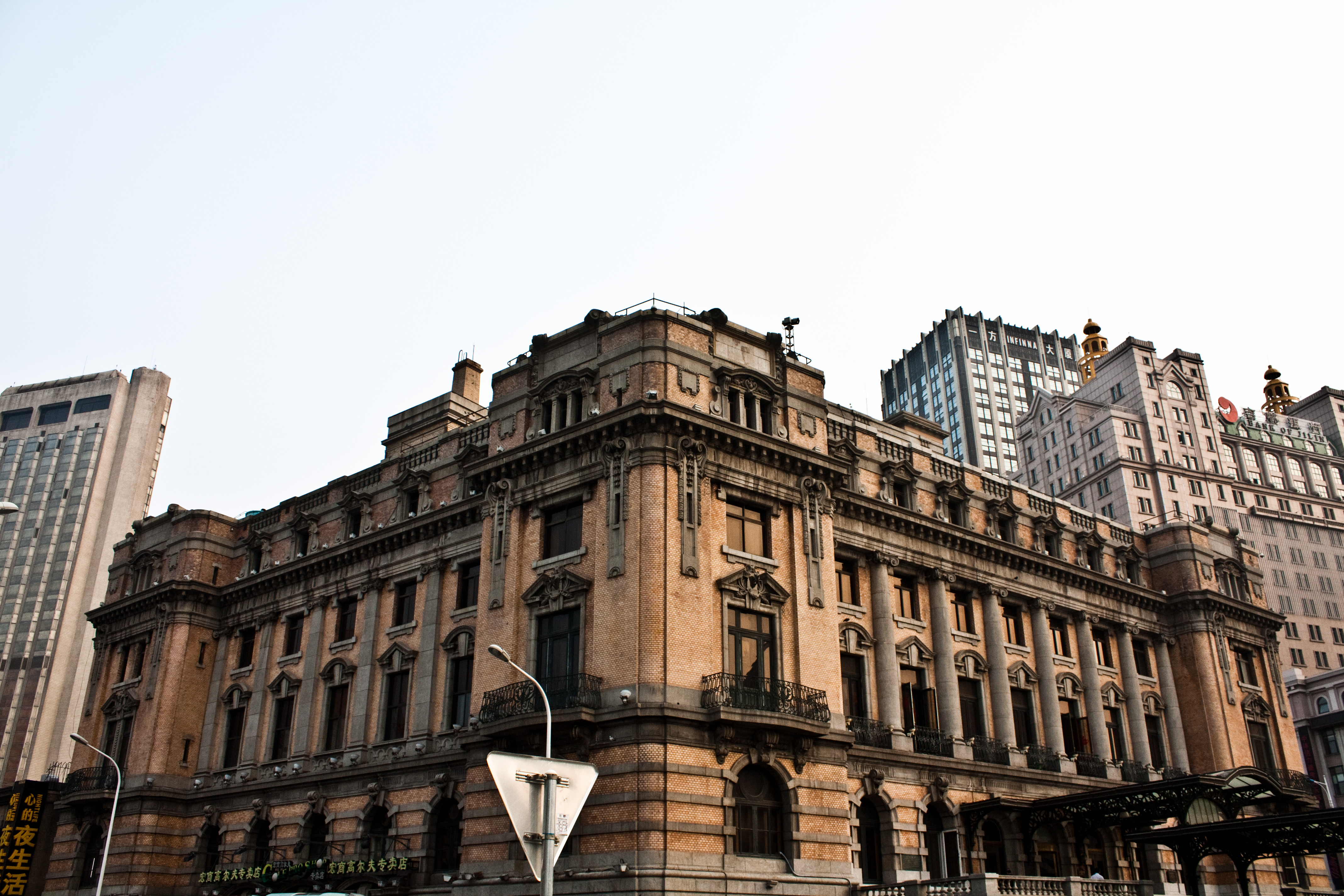
Hotel Yamato en Dalian, 2010
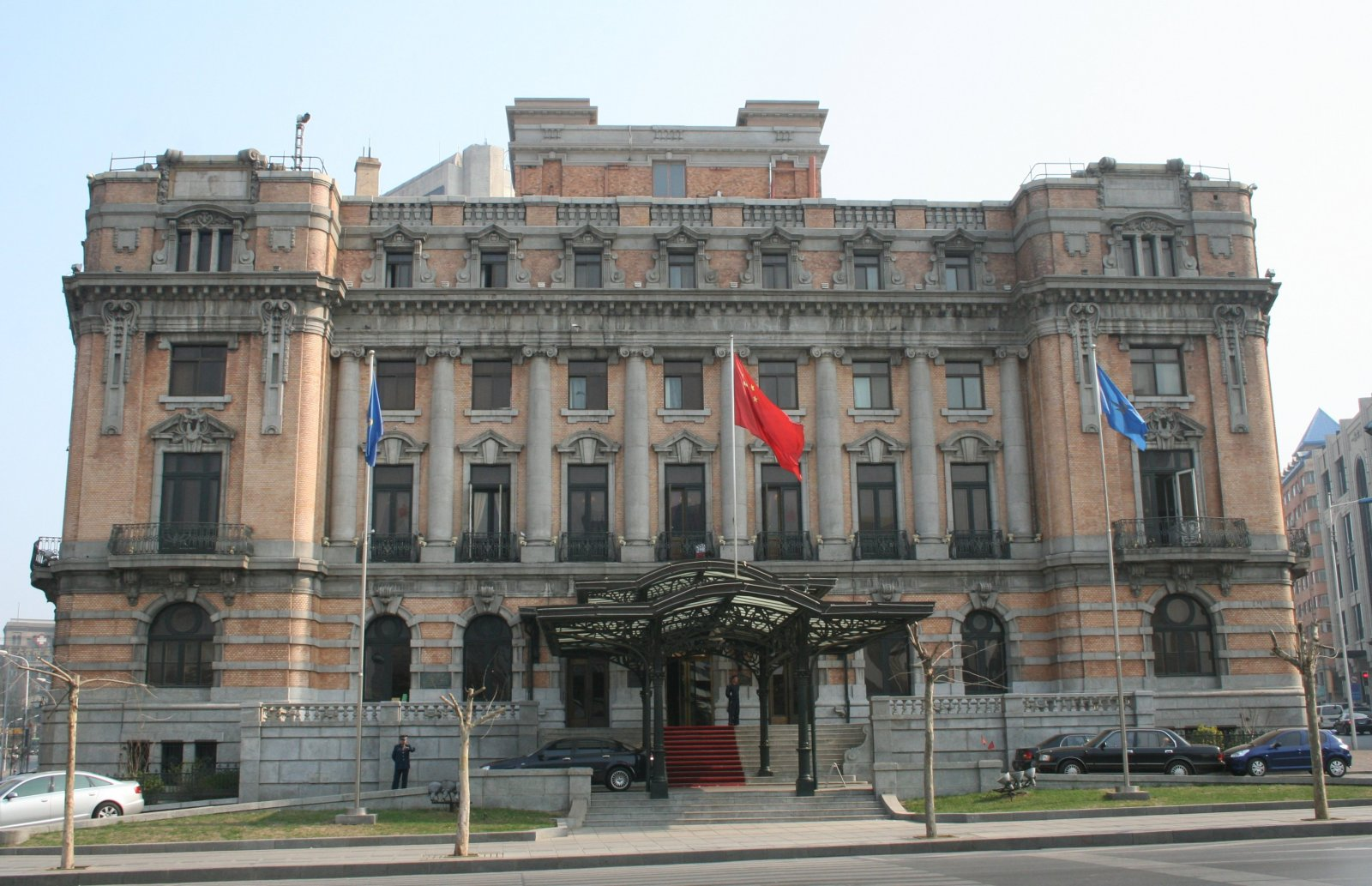
Yamato Hotel in Dalian, 2009
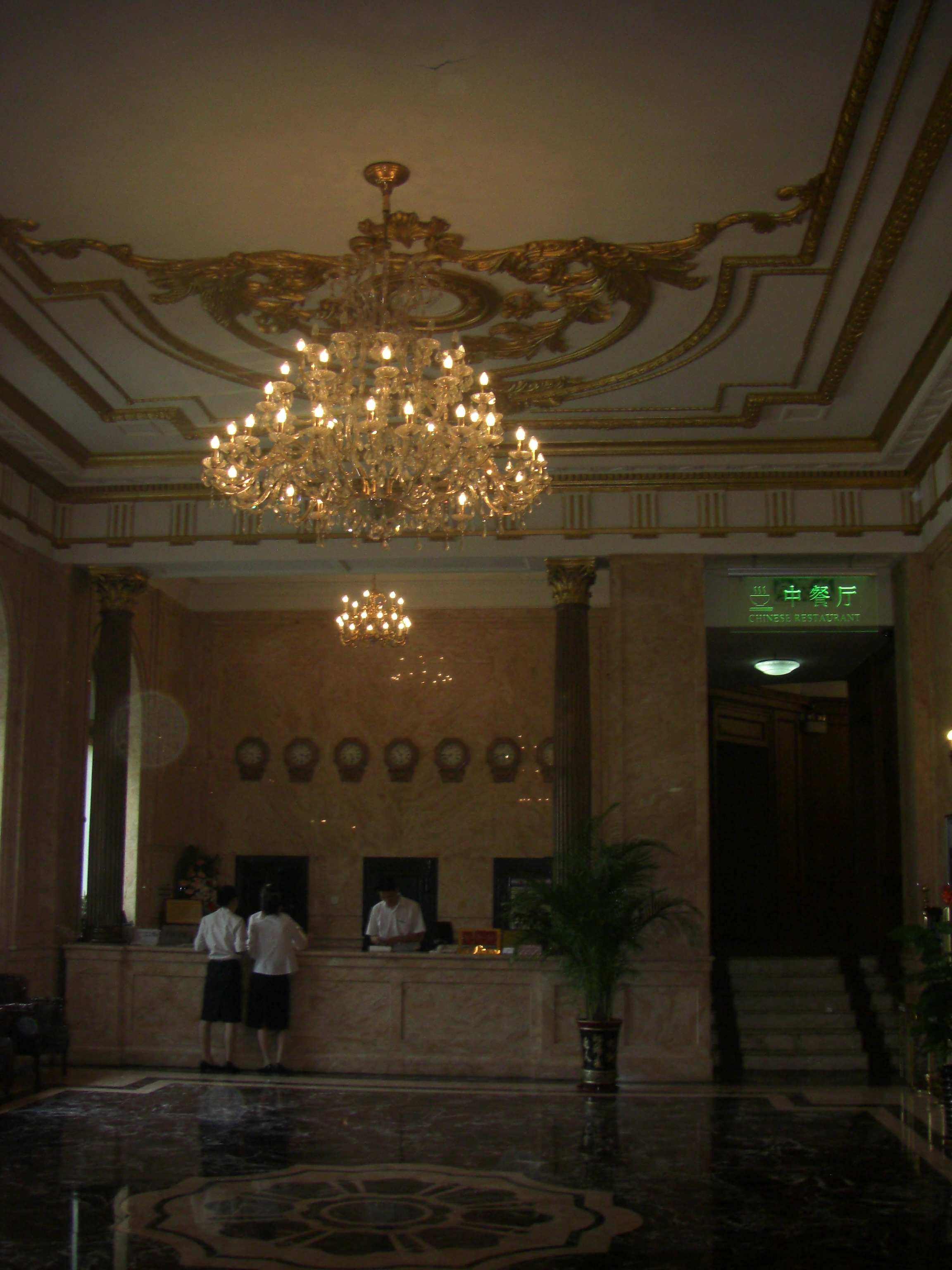
Hotel Yamato en Dalian, hall, 2009
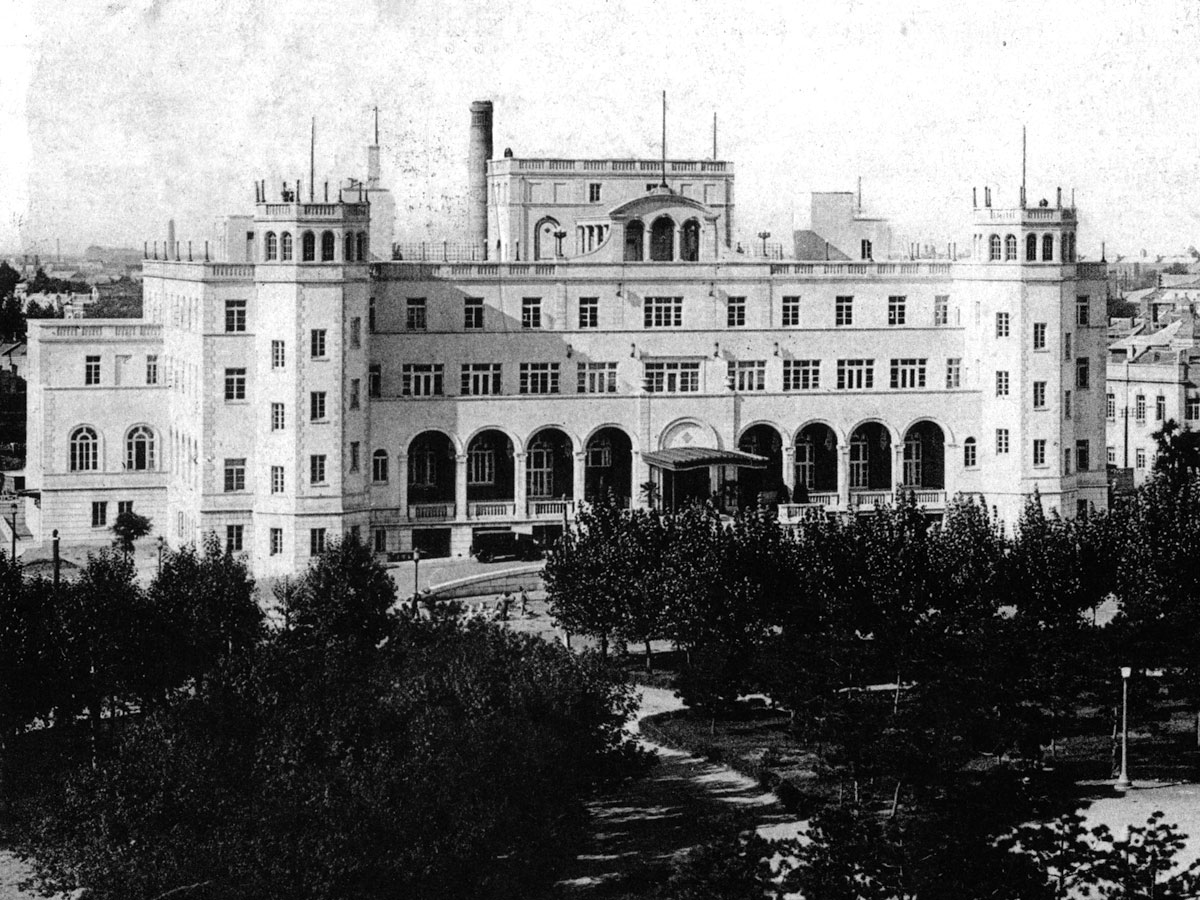
Hotel Yamato en Mukden, 1930
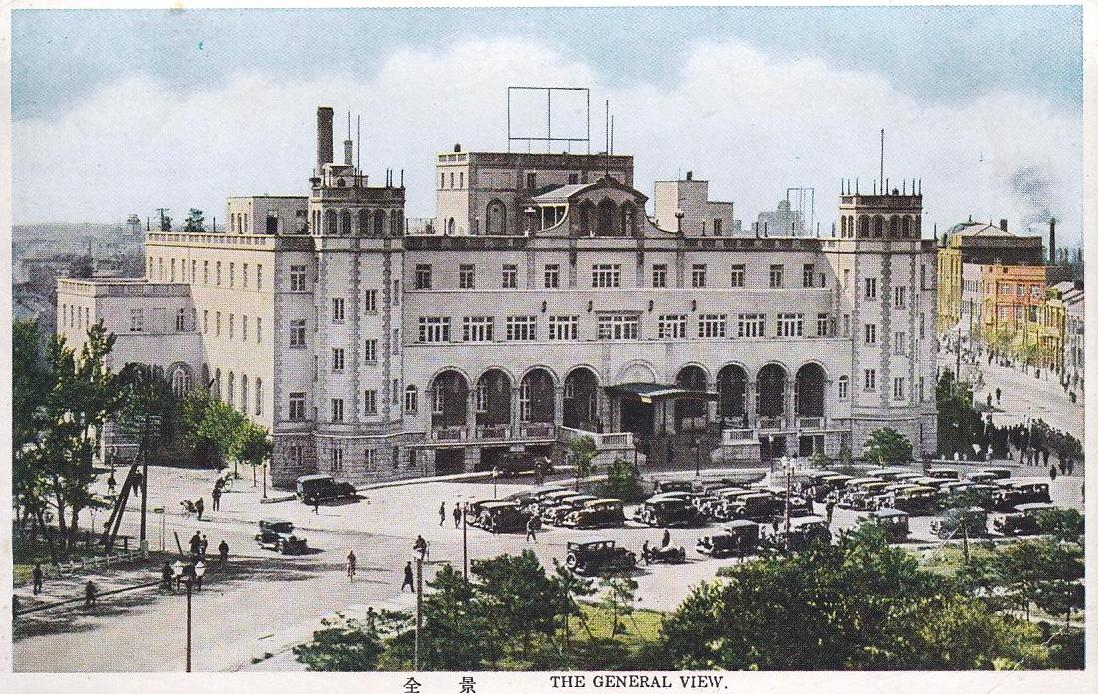
Hotel Yamato en Mukden, 1930
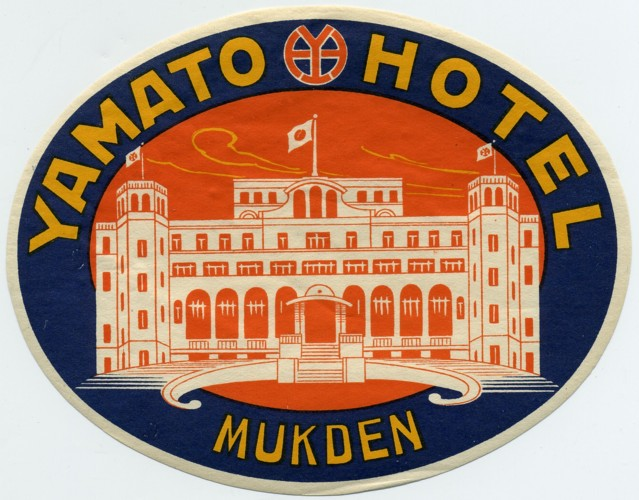
Etiqueta de equipaje del Hotel Yamato en Mukden, década de 1930
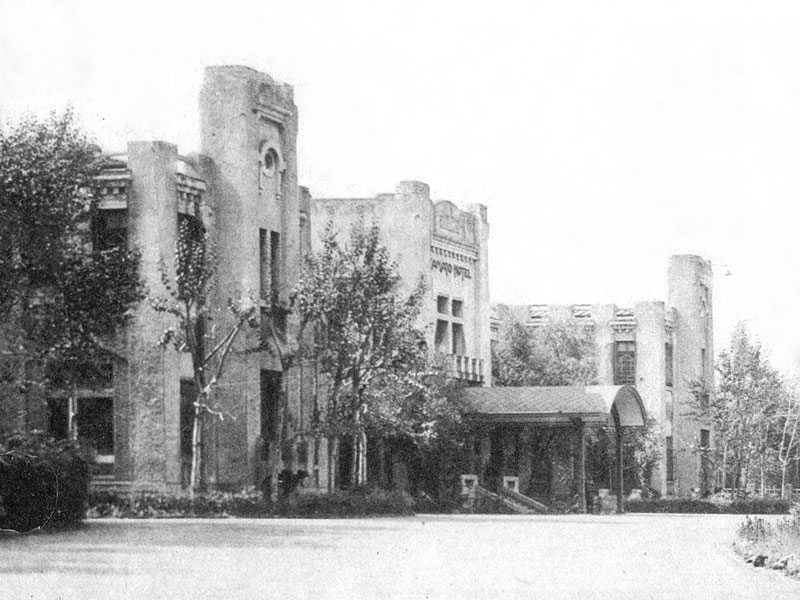
Hotel Yamato en Hsinking
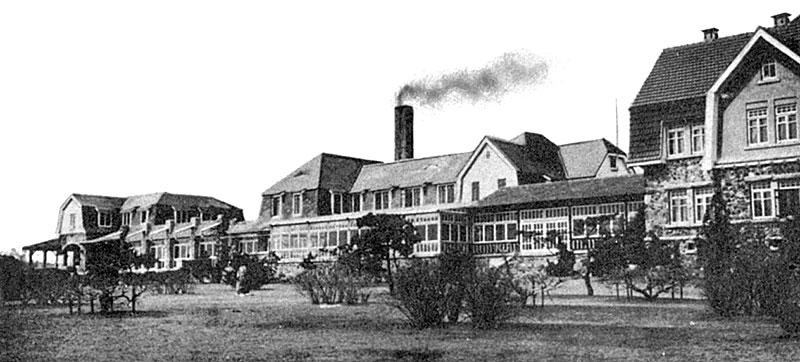
Hotel Yamato en Hoshigaura (星ヶ浦, ahora plaza Xinghai)
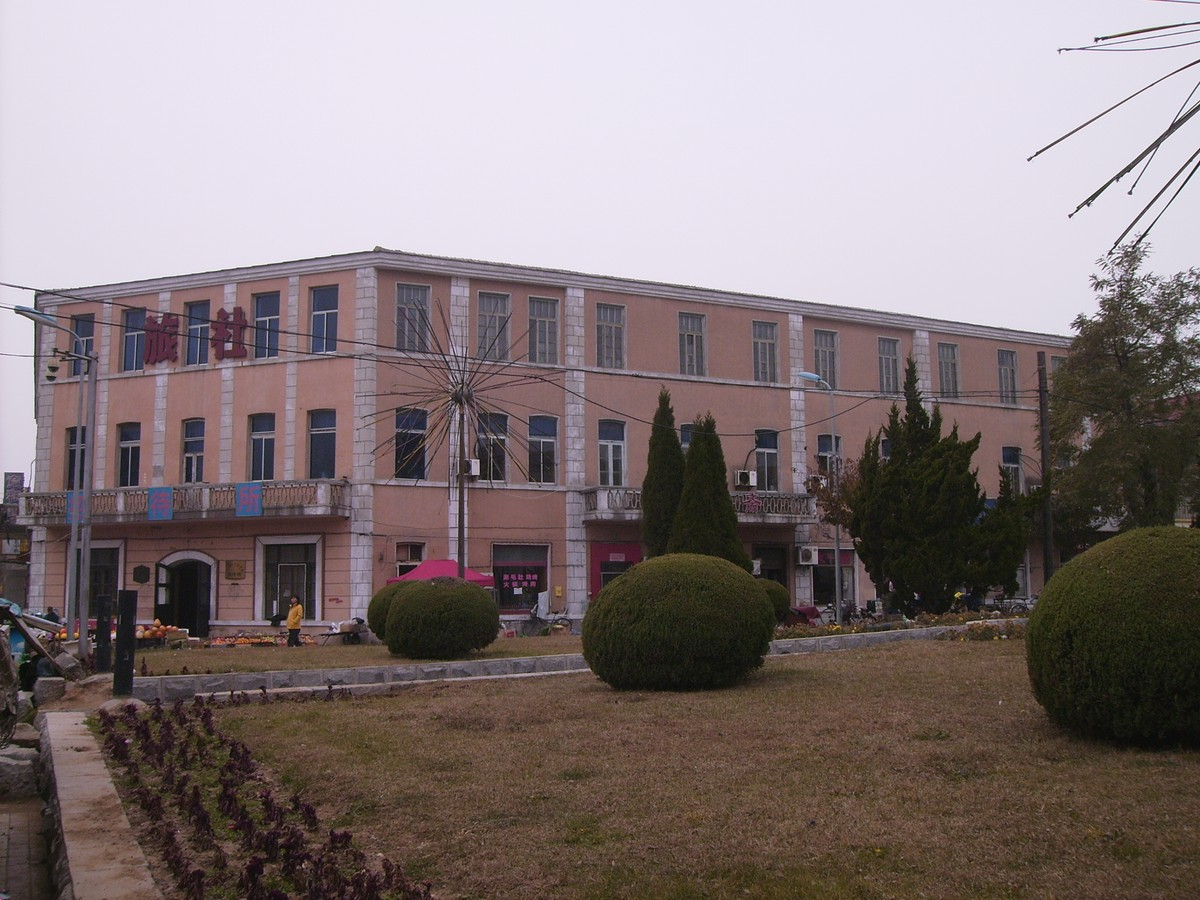
Hotel Yamato en Ryojun (Port Arthur) actualmente